# 蔚珍駅
蔚珍駅（ウルジンえき）は、大韓民国慶尚北道蔚珍郡に位置する韓国鉄道公社東海線の駅である。

## 駅構造
- 2面2線の高架駅である。

## 歴史
- 2025年1月1日：開業。

## 隣の駅
韓国鉄道公社
東海線
梅花駅 - 蔚珍駅 - 竹辺駅